# Campeonato Europeo de velocidad por equipos femeninos

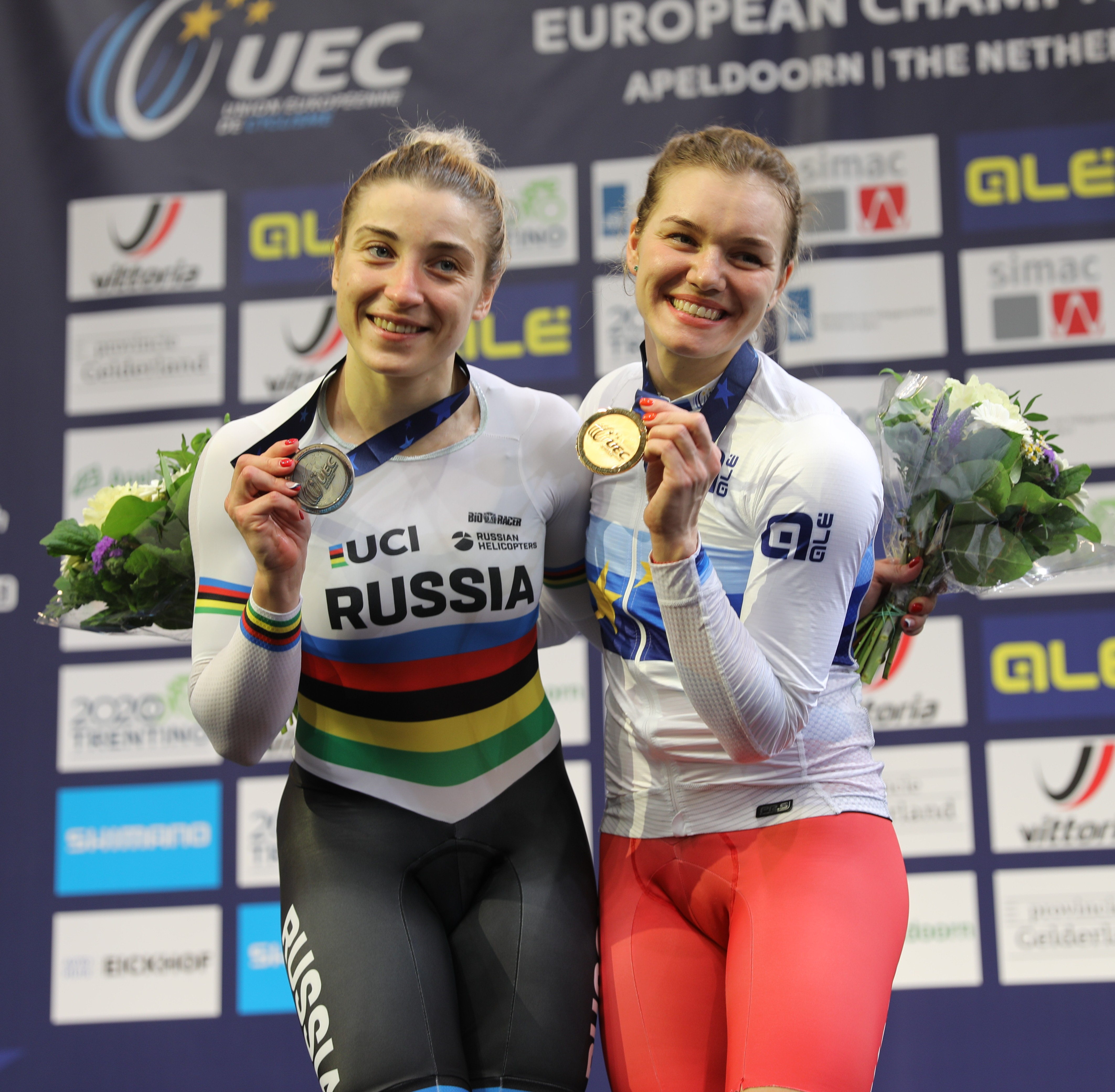
Campeonato de Europa de velocidad por equipos femeninos

El Campeonato de Europa de velocidad por equipos femeninos es el campeonato de Europa de Velocidad por equipos, en categoría femenina, organizado anualmente por la UEC. Se traen disputando desde el 2010 dentro de los Campeonatos de Europa de ciclismo en pista.

## Palmarés
| Evento | Oro                                               | Plata                                          | Bronce                                            |
| ------ | ------------------------------------------------- | ---------------------------------------------- | ------------------------------------------------- |
| 2010   | Francia Sandie Clair Clara Sanchez                | Reino Unido Victoria Pendleton Jessica Varnish | Alemania · Kristina Vogel · Miriam Welte          |
| 2011   | Reino Unido Victoria Pendleton Jessica Varnish    | Ucrania · Liubov Chulika · Olena Tsos          | Alemania · Kristina Vogel · Miriam Welte          |
| 2012   | Lituania · Gintarė Gaivenytė · Simona Krupeckaitė | Rusia · Daria Shmeleva · Anastasiya Voinova    | Francia Olivia Montauban Sandie Clair             |
| 2013   | Rusia · Elena Brejniva · Olga Streltsova          | Alemania · Kristina Vogel · Miriam Welte       | Reino Unido Rebecca James Jessica Varnish         |
| 2014   | Rusia · Elena Brejniva · Anastasiya Voinova       | Alemania · Kristina Vogel · Miriam Welte       | Países Bajos · Elis Ligtlee · Shanne Braspennincx |
| 2015   | Rusia · Daria Shmeleva · Anastasiya Voinova       | Alemania · Kristina Vogel · Miriam Welte       | Países Bajos · Elis Ligtlee · Laurine van Riessen |
| 2016   | Rusia · Anastasiya Voinova · Daria Shmeleva       | España · Tania Calvo · Helena Casas            | Lituania · Simona Krupeckaitė · Miglė Marozaitė   |